# Лужки (деревня, городской округ Истра)
Лужки — деревня в городском округе Истра Московской области России. До 2017 года входила в состав сельского поселения Ивановское Истринского района. Население — 28 чел. (2010).
Деревня расположена на высоком левом берегу реки Истры.
В деревне — действующая церковь апостолов Петра и Павла.
Во время Великой Отечественной войны 1941—1945 гг. здесь проходил рубеж обороны, и много односельчан пало в боях с фашистами. В память о них в 100 метрах от церкви, над рекой, установлен высокий деревянный крест с памятной доской.
Самые ранние документальные сведения о селе Лужки относятся к 1431—1433 годам. В это время там стоял храм во имя Святителя и Чудотворца Николая Мирликийского. Позднее, в 1655 году в записях Патриаршего казённого приказа упоминается новая «Церковь Николы Чудотворца в вотчине Чудова монастыря в селе Лужках, у речки Истры».
6 сентября 1734 года была отстроена и освящена церковь во имя Первоверховных Апостолов Петра и Павла, представляющая собой восьмерик на четверике.
В 1812 году Лужки пострадали от Наполеона: сгорело несколько домов. В 1825 году крыша церкви была покрыта железом вместо прогнившего дерева.
После Октябрьской социалистической революции 1917 года храм был закрыт и пришёл в запустение.
В 1996 году в храме было совершено первое богослужение с 1917 года.

## Достопримечательности
Восточнее деревни, на левом берегу реки Истры, находится памятник археологии федерального значения — курганная группа «Лужковская-II», XI—XIII века.

## Население
| 2002 | 2006 | 2010 |
| ---- | ---- | ---- |
| 20   | ↗23  | ↗28  |